# Oligodon churahensis
Oligodon churahensis là một loài rắn thuộc họ Rắn nước. Loài rắn này được phát hiện thông qua một bức ảnh chụp đăng tải trên mạng xã hội Instagram, khiến hai nhà sinh vật học chú ý. Họ sau đó đã liên hệ với người đăng tấm ảnh và tiến hành việc thu thập các mẫu vật của loài sinh vật mới này. Khu vực sinh sống chủ yếu của Oligodon churahensis là ở Himachal Pradesh, Ấn Độ. Tên gọi thông thường và danh pháp khoa học của loài này đều dựa trên tên gọi của thung lũng Churah, nơi người ta phát hiện ra chúng.

## Phân loại học
Loài rắn này được chụp ảnh lần đầu tiên bởi một sinh viên cao học người Ấn Độ tên là Virender Bhardwaj. Trong những ngày đại dịch COVID-19 bùng phát, Bhardwaj bắt đầu hành trình khám phá quê hương của mình ở Chamba, Himachal Pradesh. Anh chụp lại những gì mình nhìn thấy được và đăng tải chúng lên mạng xã hội Instagram. Vào tháng 6 năm 2020, Bhardwaj chụp một bức ảnh về loài bò sát trong chi Rắn khiếm và đăng chúng lên Instagram như thường lệ. Tuy nhiên, hai nhà sinh vật học Zeeshan Mirza và Harshil Patel sau khi nhìn thấy bức ảnh đã cho rằng đây có thể là một loài động vật mới mà chưa ai phát hiện. Họ ngay lập tức liên lạc với Bhardwaj, đồng thời tiến hành thu thập một mẫu chuẩn (holotype) của một cá thể cái và một mẫu chuẩn phụ (paratype) của một cá thể đực tại khu vực gần làng Thanei Kothi ở thung lũng Churah vào ngày 22 tháng 6 và 25 tháng 6. Trên cơ sở phân tích DNA và các đặc điểm hình thái học, các nhà nghiên cứu kết luận rằng các mẫu vật thu thập được là của một loài riêng biệt. Họ định danh cho loài này là Oligodon churahensis. Danh pháp hai phần của loài này được đặt theo tên của thung lũng Churah, nơi các mẫu vật của chúng được thu thập.
O.churahensis là một trong hơn 80 loài thuộc chi Rắn khiếm (Oligodon). Loài có quan hệ họ hàng gần nhất với chúng là Oligodon arnensis.

## Mô tả
O.churahensis là loài rắn khiếm có kích cỡ trung bình, với chiều dài từ đầu đến đít là 275 mm (10,8 in). Loài này có 17 hàng vảy lưng phân bố ở giữa cơ thể. Phần đầu của chúng bao gồm 7 chiếc vảy, trong đó chiếc thứ ba và thứ tư nằm cạnh hốc mắt. Vùng trước mắt của loài này cũng có vảy. Trên bụng, rắn O.churahensis có thể có đến 170–175 chiếc vảy, với phần rìa là những vệt màu vàng xen lẫn màu nâu. Phần đuôi của chúng có khoảng 46–47 chiếc vảy. Các đường hoa văn trên lưng của O.churahensis hợp thành từ các dải màu đen, có kích thước tương đương từ 1 đến 2 chiếc vảy lưng, với phần viền màu vàng. Có tổng cộng 48–54 dải như vậy trên cơ thể của chúng. Cơ quan sinh dục ngoài của loài này tòe ra và có rất nhiều gai.

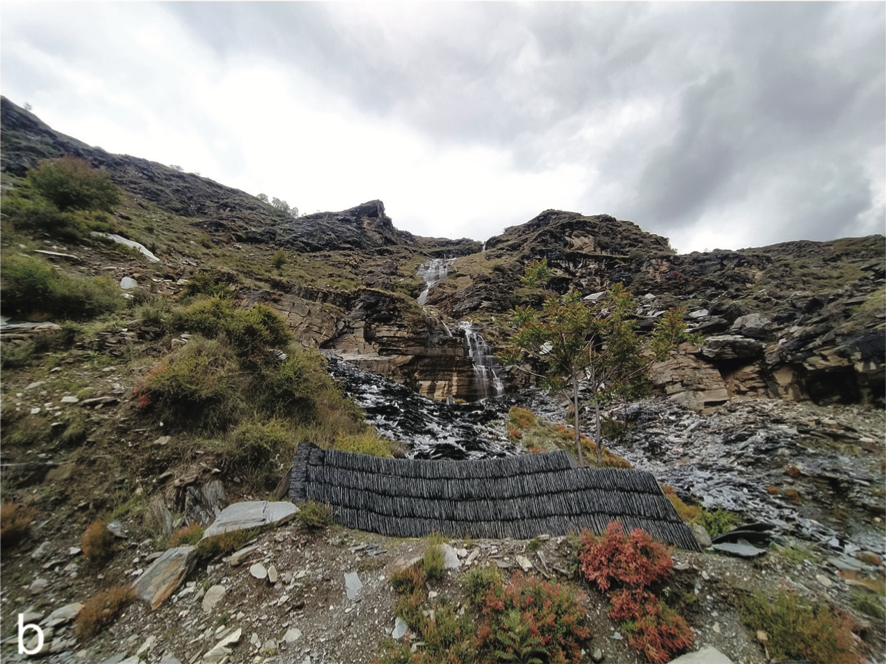
Loài rắn O.churahensis chủ yếu sống ở thung lũng Churah

## Phân bố
Hiện nay, khu vực sinh sống chủ yếu của loài rắn này là ở thung lũng Churah, Himachal Pradesh, Ấn Độ.